# 26712 Stewart
26712 Stewart este o planetă minoră (asteroid) din centura de asteroizi. A fost descoperită pe 20 martie 2001 la Stația Anderson Mesa de Lowell Observatory Near-Earth-Object Search. 
Obiectul prezintă o orbită caracterizată de o semiaxă mare de 2,387146 UAi, o excentricitate de 0,16, o înclinație de 2,41409 ° în raport cu ecliptica.